# Ludwika Nitschowa

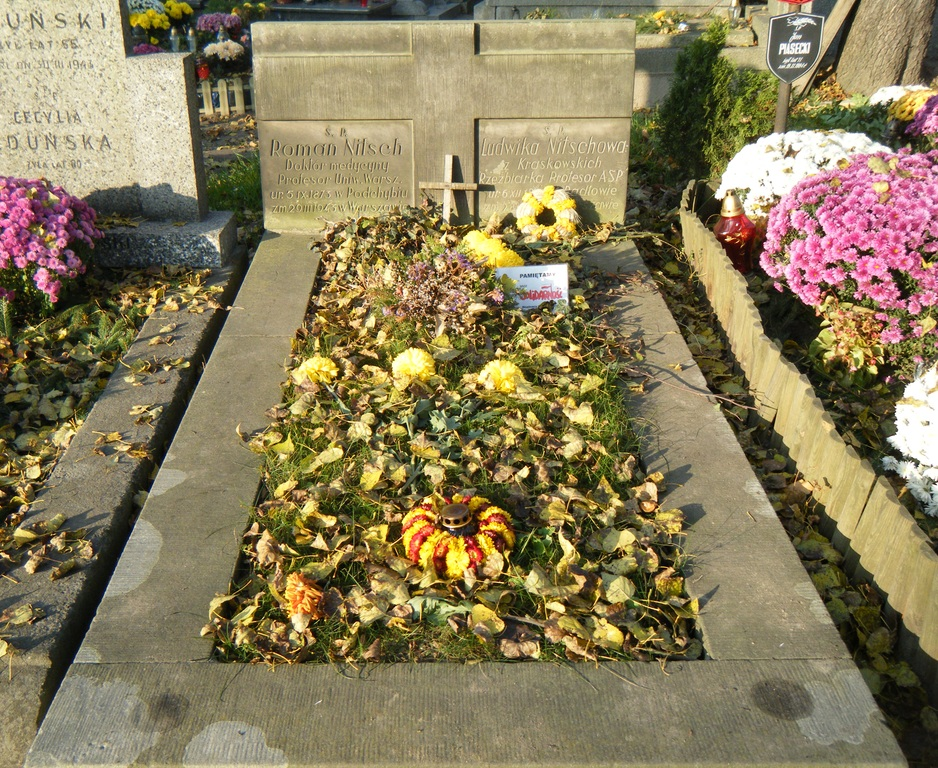
Grób Ludwiki Nitschowej i Romana Nitscha na cmentarzu Powązkowskim

Ludwika Nitschowa (ur. 6 grudnia 1889 w Radłowie, zm. 28 marca 1989 w Warszawie) – polska rzeźbiarka.

## Życiorys
Była córką Jerzego Kraskowskiego (powstańca 1863) i Marii z Wendorffów (artystki malarki), żoną Romana Nitscha (serologa i bakteriologa, profesora Uniwersytetu Jagiellońskiego i Warszawskiego).
Po ukończeniu liceum przez dwa lata studiowała prywatnie u Leona Wyczółkowskiego w Krakowie. W latach 1909–1912 uczyła się w Szkole Sztuk Pięknych dla Kobiet Marii Niedzielskiej, którą ukończyła z medalem. W latach 1918–1919 przebywała w Paryżu, po czym powróciła do Warszawy. W latach 1920–1926 studiowała rzeźbę w Warszawskiej Szkole Sztuk Pięknych w pracowni Tadeusza Breyera.
W 1927 z grupą uczniów Breyera założyła Stowarzyszenie Artystów Rzeźbiarzy „Forma”, realizującą zamówienia na nagrobki, rzeźby kościelne i architektoniczne. Pierwsze wystawy prac malarskich i rzeźbiarskich artystka miała w galerii Zachęta Narodowa Galeria Sztuki w 1929 i 1930. Później wystawiała m.in. w Instytucie Propagandy Sztuki (w latach 1930–1937) oraz w Brukseli i Paryżu.
W latach 30. była członkiem zarządu Związku Zawodowego Artystów Rzeźbiarzy, od 1945 członkiem Związku Polskich Artystów Plastyków.
Lata II wojny światowej spędziła w Warszawie. W 1950 rozpoczęła pracę na Wydziale Rzeźby Akademii Sztuk Pięknych w Warszawie. W 1956 została mianowana profesorem nadzwyczajnym. Była kierownikiem katedry rzeźby oraz prodziekanem wydziału. Jej uczniami byli m.in. Kazimierz Gustaw Zemła i Stanisław Kulon. Pracę w ASP zakończyła w 1962 przechodząc na emeryturę.
Zmarła w Warszawie, pochowana na cmentarzu Powązkowskim (kwatera 345 wprost-1-5).

## Ważniejsze prace
- pomnik Marii Skłodowskiej-Curie w Warszawie (1935)
- pomnik Syreny (1939, do rzeźby w latach 1936–1937 pozowała Krystyna Krahelska)
- płaskorzeźba Murarstwo na placu Konstytucji (1952)
- posąg Kopernika przy wejściu głównym do Pałacu Kultury i Nauki (1955)[5]
- pomnik Papieża Jana XXIII we Wrocławiu (1968)
- pomnik Stefana Starzyńskiego w Ogrodzie Saskim (1980, przeniesiony w 2008 na ul. Saską)
- rzeźby portretowe m.in. Stanisława Noakowskiego (1973)
- pomnik Mikołaja Kopernika w Piotrkowie Trybunalskim (1973)
- pomnik Fryderyka Chopina w Ustce, a także w Manchesterze i Guadalajarze[5]

## Ordery i odznaczenia
- Order Sztandaru Pracy I klasy
- Krzyż Oficerski Orderu Odrodzenia Polski (11 lipca 1955)[6]
- Medal 10-lecia Polski Ludowej (19 stycznia 1955)[7]
- Brązowy Medal „Za zasługi dla obronności kraju”
- Medal Komisji Edukacji Narodowej
- Krzyż „Za Zasługi dla ZHP”
- Złoty Medal „Opiekun Miejsc Pamięci Narodowej”
- Odznaka „Zasłużony Działacz Kultury”
- Złota Odznaka „Za opiekę nad zabytkami”
- Złota Odznaka Honorowa Towarzystwa Przyjaźni Polsko-Radzieckiej

Źródło:.

## Nagrody
- Nagroda III „Salonu Zimowego” w Instytucie Propagandy Sztuki za posąg Marii Skłodowskiej-Curie (1932)
- Nagroda Ministra Wyznań Religijnych i Oświecenia Publicznego (1933)[3]
- Nagroda Państwowa II stopnia za całość twórczości rzeźbiarskiej (1955)[9]
- Nagroda I stopnia na wystawie „Rzeźba w 15-lecie PRL” za rzeźbę Chopin na Majorce (1961)[1]
- Nagroda m. st. Warszawy (1961)[8]
- Nagroda resortowa I stopnia (1963)[8]
- Nagroda na wystawie „25 lat rzeźby warszawskiej” za Egzekucję (1967)[1]

## Galeria

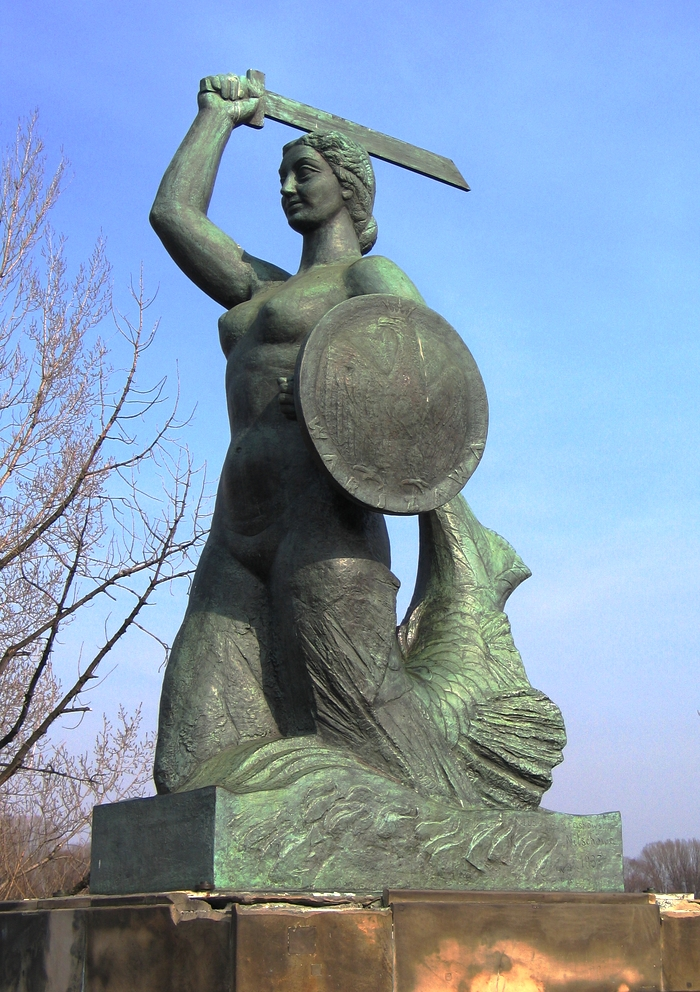
Pomnik Syreny w Warszawie
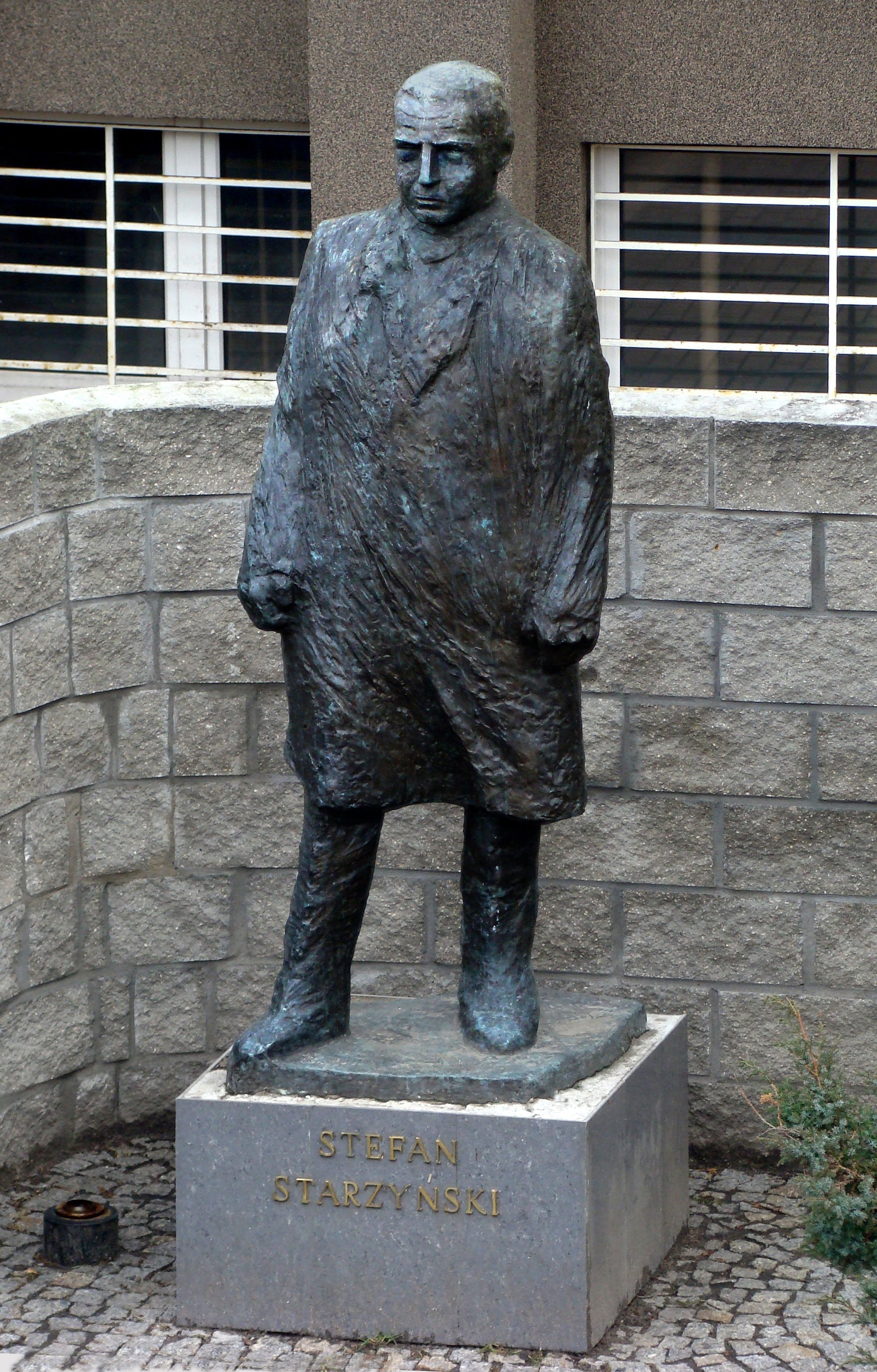
Pomnik Stefana Starzyńskiego
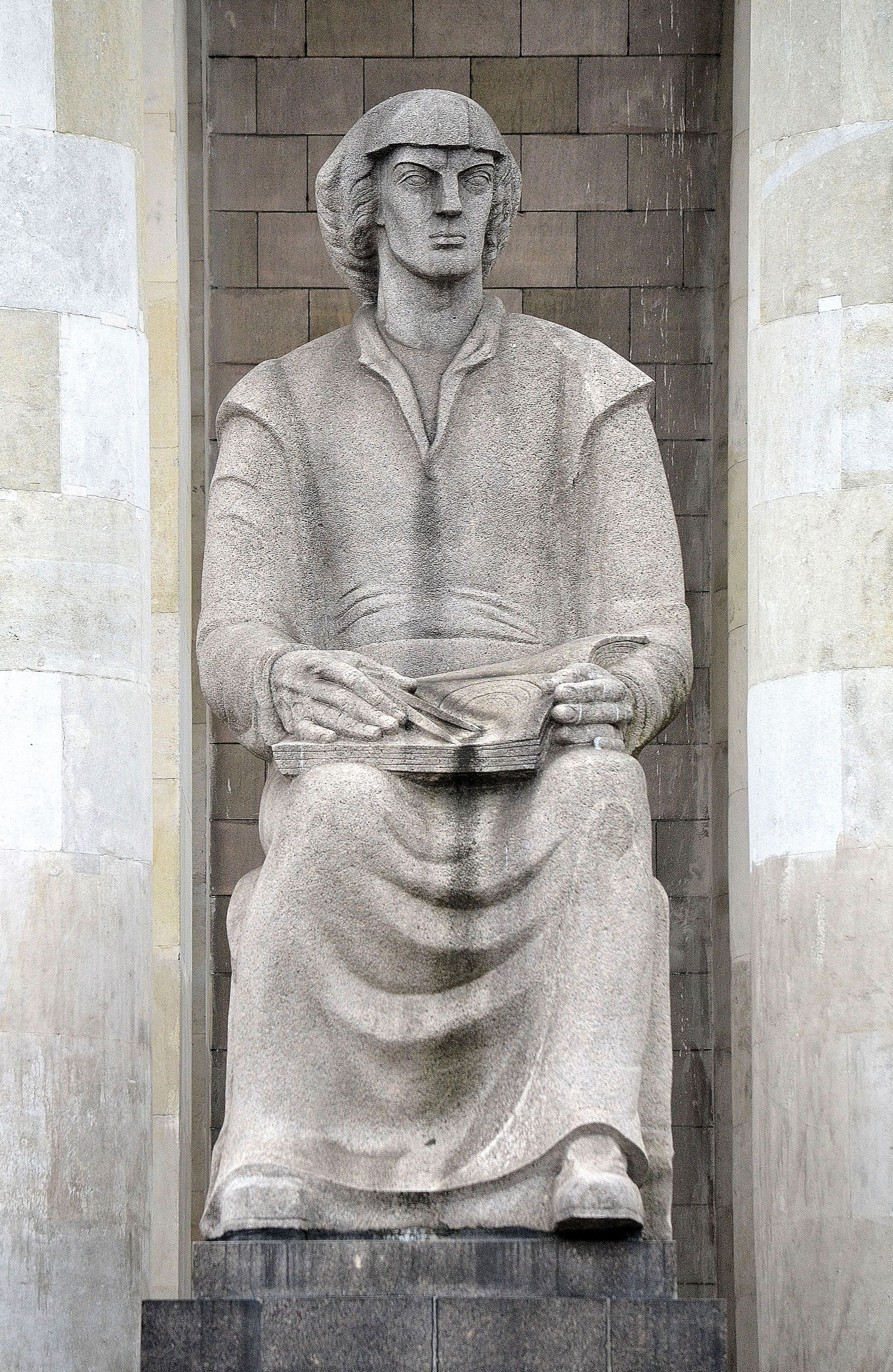
Pomnik Mikołaja Kopernika przy wejściu głównym do Pałacu Kultury i Nauki
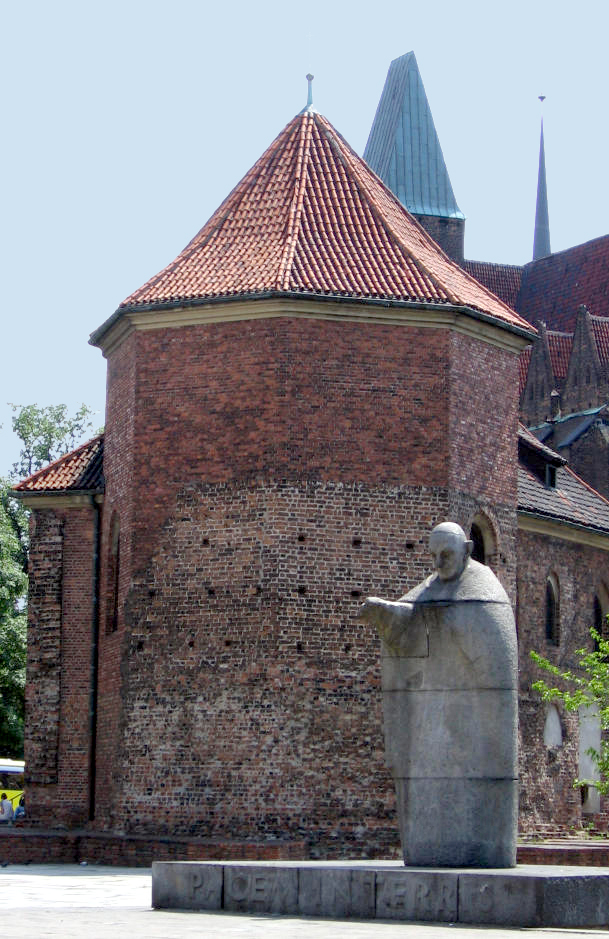
Pomnik Papieża Jana XXIII we Wrocławiu